# Cinzia Tani
Cinzia Tani (Roma, 5 settembre 1953) è una scrittrice, conduttrice televisiva e conduttrice radiofonica italiana.

## Biografia
Ha esordito come scrittrice nel 1987, con la pubblicazione del suo primo libro Sognando California, col quale si è aggiudicata il Premio Scanno. Nello stesso anno è divenuta collaboratrice della Rai, come inviata del programma Mixer condotto da Giovanni Minoli. Dal 1991 è stata autrice e conduttrice di programmi televisivi, tra cui Chi è di scena, L'occhio sul cinema, Il caffè. Nel 1995-1997 è stata conduttrice e autrice, insieme a Giordano Bruno Guerri, di Italia mia benché. Dal 2008 è autrice del fumetto Unità Speciale, per i tipi dell'Eura Editoriale.
Ha alternato la conduzione di programmi televisivi e radiofonici, come Rewind - Visioni private e Fantasticamente (in onda su RadioRai), alla scrittura e alla divulgazione. Ha collaborato alla stesura di molte puntate del programma televisivo Delitti, documentario su episodi di cronaca nera accaduti in Italia dal secondo dopoguerra in poi. Conduce il programma Il caffè di Rai Uno con Guido Barlozzetti su Rai 1 il sabato dalle 6:00 alle 7:00.
Nel 2004 è stata nominata Cavaliere su iniziativa del Presidente della Repubblica Italiana Carlo Azeglio Ciampi.

## Pubblicazioni

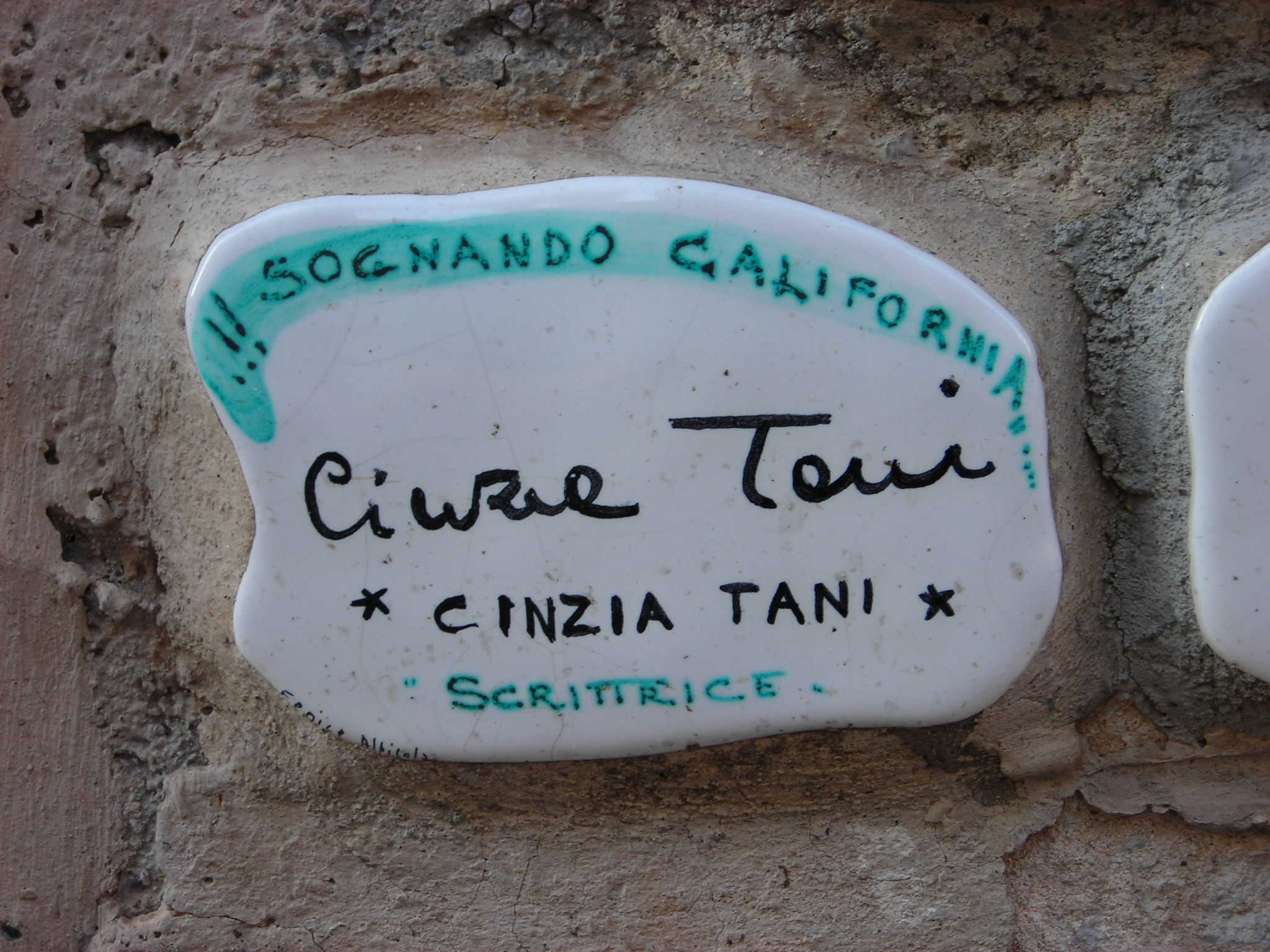
La piastrella del Muretto di Alassio autografata dalla Tani

- Sognando California (Marsilio Editori, 1987)
- Premiopoli (Arnoldo Mondadori Editore, 1987)
- I mesi blu (Marsilio Editori, 1991)
- Fantastica Mente: paure e manie degli italiani (Nuova Eri, 1995)
- Dalla Russia alla Russia (Longanesi, 1997)
- Assassine (quattro secoli di delitti al femminile)[4] (Arnoldo Mondadori Editore, 1998)
- Coppie assassine (Arnoldo Mondadori Editore, 2000)
- Nero di Londra (Arnoldo Mondadori Editore, 2001)
- Amori al bivio (Sperling & Kupfer, 2002)
- Amori crudeli (Arnoldo Mondadori Editore, 2003)
- I segreti delle donne (Sperling & Kupfer, 2004)
- L'insonne (Arnoldo Mondadori Editore, 2005)
- Rosso (Giulio Perrone Editore, 2006)
- Sole e ombra (Arnoldo Mondadori Editore, 2007) Premio Selezione Campiello 2008[5]
- La brava moglie (Edizioni Piemme, 2008)
- Panico (Arnoldo Mondadori Editore, 2008)
- Lo stupore del mondo (Arnoldo Mondadori Editore, 2009)
- Rabbia (Arnoldo Mondadori Editore, 2009)
- La migliore amica (Edizioni Piemme, 2009)
- La mela  (Gallucci, 2010)
- Charleston (Arnoldo Mondadori Editore, 2010)
- Io sono un'assassina (Arnoldo Mondadori Editore, 2011)
- Stringimi (Edizioni Piemme, 2011)
- Il bacio della Dionea (Arnoldo Mondadori Editore, 2012)
- Mia per sempre (Arnoldo Mondadori Editore, 2013)
- La storia di Tonia (Arnoldo Mondadori Editore, 2014)
- Donne pericolose (Rizzoli, 2015)
- Darei la Vita (Rizzoli, 2017)
- Il capolavoro (Arnoldo Mondadori Editore, 2017)
- Tutti a bordo (Perrone Editore, 2018)
- La capobanda (Lisciani Editore, 2019)
- Figli del segreto (Arnoldo Mondadori Editore, 2018)
- Donne di spade. Il volo delle aquile (Arnoldo Mondadori Editore, 2019)
- Amanti e rivali (Arnoldo Mondadori Editore, 2020)
- Angeli e carnefici (Rizzoli, 2021)
- L’ultimo boia (Vallecchi, 2021)
- Quella notte a Valdez (Vallecchi, 2022)
- Storia di una famiglia (Tunuè, 2023)
- L’insonne (Rusconi, 2023)
- Il mondo in pugno (Vallecchi, 2023)

## Programmi televisivi
- Il caffè di Rai 1 (Rai 1, 2012-2019) - conduttrice
- Storie italiane (Rai1, dal 2021) - opinionista

## Teatro
- Delitto a Villa Madeira di Cinzia Tani, regia di Filippo Chiricozzi (2023)